# L'eccezione conferma la regola
L'eccezione conferma la regola è un noto proverbio della cultura popolare italiana, di origine latina.
Si usa per confermare una regola non esatta durante lo svolgimento di controllo utilizzando il metodo scientifico.

## Significato
Nel significato originale s'intende che l'esistenza di un'eccezione confermi la presenza di una regola più generale. Ad esempio: "Parcheggio vietato di domenica" implica che gli altri giorni il parcheggio sia permesso.
Nel senso comune, va spesso inteso che anche un comportamento non a norma possa venire ammesso in via eccezionale; ovvero: riconoscere un caso come bizzarro risulta persino utile alla comprensione della bontà della regola valida per la generalità dei casi.
In quest'ultimo significato, si usa spesso con indulgenza, di fronte ad un'anomalia innocua, se non spiritosa. 

## Origine
Proviene dalla frase di diritto latino Exceptio probat regulam in casibus non exceptis (l'eccezione conferma la regola nei casi non previsti). La seconda parte della citazione latina (in casibus non exceptis) viene quasi sempre omessa, contribuendo alla confusione sull'effettivo significato della frase. Il concetto fu utilizzato per la prima volta da Cicerone nella difesa di Lucio Cornelio Balbo, quando affermò Quod si exceptio facit ne liceat, ubi non sit exceptum, ibi necesse est licere